# الزاهرة (مدينة)
مدينة الزاهرة هي مدينة بناها المنصور بن أبي عامر في القرن العاشر الميلادي قرب قرطبة على الضفة اليمنى للوادي الكبير لتصبح مركزًا إداريًا لحكمه بدلاً من مدينة الزهراء. بدأ المنصور في بناء المدينة عام 368هـ/978م حيث بنى فيها قصرًا ومسجدًا ودواوينًا للإدارة والحكم ومساكن للبطانة والحرس وأقام حولها سورًا ضخمًا ونقل إليها خزائن المال والأسلحة وإدارات الحكم. أتم المنصور بناء المدينة في عامين، ثم أقطع الوزراء وكبار رجال الدولة الأراضي حولها فعمّروها حتى اتصل بنائها بقرطبة. إلا أنها دمرت في 399هـ/1009م أثناء فترة الاضطرابات التي انتهت بسقوط الدولة الأموية في الأندلس.